# Schizonycha fartula
Schizonycha fartula är en skalbaggsart som beskrevs av Louis Albert Péringuey 1904. Schizonycha fartula ingår i släktet Schizonycha och familjen Melolonthidae. Inga underarter finns listade i Catalogue of Life.